# Domaine de Matsushiro

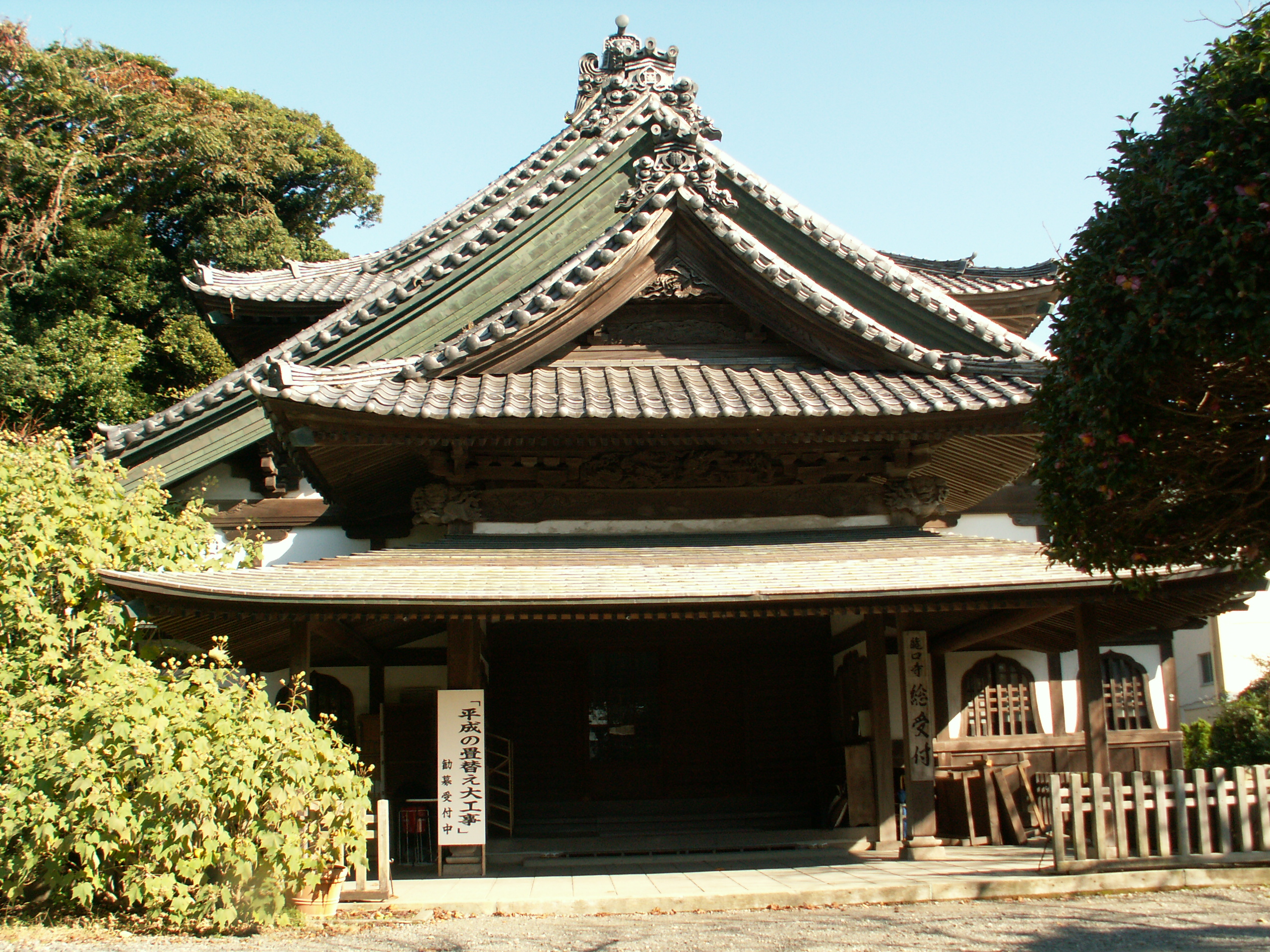
Résidence d'Edo du domaine de Matsushiro, déplacé à Kamakura et reconverti en hall du Ryuko-ji.

Le domaine de Matsushiro (松代藩, Matsushiro-han) est un fief féodal japonais de l'époque d'Edo situé dans la province de Shinano (actuelle préfecture de Nagano). Il était dirigé à partir du château de Matsushiro dans l'actuelle ville de Nagano. Il est connu à ses débuts sous le nom de « domaine de Kawanakajima ».

## Histoire
Kawanakajima, situé au nord de la province de Shinano, est le théâtre de nombreuses batailles durant la période Sengoku entre Takeda Shingen et Uesugi Kenshin. Au début du shogunat Tokugawa, la zone est offerte à Mori Tadamasa en récompense de ses efforts à la bataille de Sekigahara par Tokugawa Ieyasu. Cela marque la création du domaine de Kawanakajima doté d'un revenu de 137 000 koku. Mori est transféré trois ans plus tard au domaine de Tsuyama dans la province de Mimasaka en 1603. Le domaine est ensuite remis en 1610 à Matsudaira Tadateru, le sixième fils de Tokugawa Ieyasu. Cependant, il est désavoué en 1606 et le domaine est supprimé.
En 1616, Matsudaira Tadamasa, fils de Yūki Hideyasu, est récompensé avec un domaine de 130 000 koku dans le nord de Shinano, et il choisit Matsushiro comme site de son château. Cela marque la création du domaine de Matsushiro. Il est transféré au domaine de Takada dans la province d'Echigo trois ans plus tard et le domaine revient à Sakai Tadakatsu qui est à son tour transféré au domaine de Shōnai dans la province de Dewa en 1622.
Le clan Sanada dirige durant la période Sengoku le district de Chiisagata dans la province de Shinano sous l'autorité du clan Takeda puis, par la suite, la majeure partie du nord de Shinano et la province de Kōzuke en tant que vassal de Toyotomi Hideyoshi. Après l'établissement du shogunat Tokugawa, Sanada Nobuyuki est confirmé en tant que daimyō du domaine d'Ueda avec un revenu de 95 000 koku. Cependant, en 1622, il est transféré au domaine de Matsushiro avec un revenu augmenté à 120 000 koku. Le clan Sanada reste à Matsushiro jusqu'à la restauration de Meiji.
Le domaine est ensuite réduit à 100 000 koku quand le domaine de Numata dans la province de Kōzuke est séparé de lui. Les Sanada profitent de leurs liens avec le clan Tokugawa, étant donné que Sanada Nobuyuki a épousé la fille adoptive de Tokugawa Ieyasu. Bien que classés comme tozama daimyō, les Sanada reçoivent le même statut et les mêmes privilèges que les fudai daimyō lors de leurs audiences avec le shogun, ainsi qu'une assistance financière significative quand le château de Matsushiro est détruit par un incendie en 1717, et quand la ville fortifiée est ravagée par une inondation en 1742. Une école han est fondée en 1758, et le 8e daimyō, Sanada Yukitsura, sert comme rōjū. Cependant, juste avant la période du Bakumatsu, le domaine souffre de difficultés financières. Le séisme de Zenkoji de 1847 détruit la majeure partie de la ville, et les fonds du domaine sont épuisés par les demandes du shogunat d'effectuer des gardes de la baie d'Edo pour empêcher le retour des « navires noirs ». Le réformateur Sakuma Shōzan est un samouraï du domaine de Matsushiro et la plupart de ses compagnons d'armes soutiennent les efforts de modernisation de l'armée du domaine.
Durant la guerre de Boshin, le domaine est l'un des premiers à se ranger dans le camp impérial et envoie des forces participer à la bataille de Hokuetsu et à la bataille d'Aizu. En juillet 1871, avec l'abolition du système han, le domaine de Matsushiro devient brièvement la préfecture de Matsushiro qui est absorbée dans la nouvelle préfecture de Nagano. Sous le nouveau gouvernement de Meiji, Sanada Yukimoto, le dernier daimyō de Matsushiro, reçoit le titre de vicomte (shishaku) selon le système de noblesse kazoku puis de comte (hakushaku).

## Possessions à la fin de l'époque d'Edo
Comme la plupart des domaines japonais, Matsushiro est composé de plusieurs territoires discontinus dont la valeur kokudaka est fondée sur une estimation périodique du potentiel agricole,.
- Province de Shinano
  - 102 villages dans le district de Minochi
  - 26 villages dans le district de Hanishina
  - 117 villages dans le district de Sarashina

## Liste des daimyōs

### En tant que domaine de Kawanakajima
| #                                   | Nom                            | Règne     | Titre de courtoisie                    | Rang de cour            | Kokudaka     | Notes                           |
| ----------------------------------- | ------------------------------ | --------- | -------------------------------------- | ----------------------- | ------------ | ------------------------------- |
| Clan Mori (tozama) 1600-1603,       |                                |           |                                        |                         |              |                                 |
| 1                                   | Mori Tadamasa (森忠政)         | 1600-1603 | Ukon-no-taifu (右近大夫) ; jijū (侍従) | 4e inférieur (従四位下) | 137 000 koku | Transféré au domaine de Tsuyama |
| Clan Matsudaira (shinpan) 1603-1610 |                                |           |                                        |                         |              |                                 |
| 1                                   | Matsudaira Tadateru (松平忠輝) | 1603-1610 | Sakon-shosho (左近衛少将)              | 4e inférieur (従四位下) | 140 000 koku | Transféré au domaine de Takada  |

### En tant que domaine de Matsushiro
| #                                   | Nom                            | Règne     | Titre de courtoisie      | Rang de cour            | Kokudaka               | Notes                          |
| ----------------------------------- | ------------------------------ | --------- | ------------------------ | ----------------------- | ---------------------- | ------------------------------ |
| Clan Matsudaira (shinpan) 1616-1618 |                                |           |                          |                         |                        |                                |
| 1                                   | Matsudaira Tadamasa (松平忠昌) | 1616-1618 | Iyo-no-kami (伊予守)     | 5e inférieur (従五位下) | 120 000 koku           | Transféré au domaine de Takada |
| Clan Sakai (fudai) 1619-1611        |                                |           |                          |                         |                        |                                |
| 1                                   | Sakai Tadakatsu (酒井忠勝)     | 1619-1622 | Iyo-no-kami (宮内大輔)   | 4e inférieur (従四位下) | 100 000 koku           | Transféré au domaine de Shōnai |
| Clan Sanada (tozama) 1611-1871      |                                |           |                          |                         |                        |                                |
| 1                                   | Sanada Nobuyuki (真田信之)     | 1622-1656 | Izu-no-kami (伊豆守)     | 5e inférieur (従五位下) | 135 000 → 100 000 koku | Transféré du domaine d'Ueda    |
| 2                                   | Sanada Nobumasa (真田信政)     | 1656-1658 | Naiki (内記)             | 5e inférieur (従五位下) | 100 000 koku           |                                |
| 3                                   | Sanada Yukimichi (真田幸道)    | 1658-1727 | Izu-no-kami (伊豆守)     | 5e inférieur (従五位下) | 100 000 koku           |                                |
| 4                                   | Sanada Nobuhiro (真田信弘)     | 1727-1736 | Izu-no-kami (伊豆守)     | 5e inférieur (従五位下) | 100 000 koku           |                                |
| 5                                   | Sanada Nobuyasu (真田信安)     | 1737-1752 | Izu-no-kami (伊豆守)     | 5e inférieur (従五位下) | 100 000 koku           |                                |
| 6                                   | Sanada Yukihiro (真田幸弘)     | 1752-1798 | Ukyo-no-daifu (右京大夫) | 4e inférieur (従四位下) | 100 000 koku           |                                |
| 7                                   | Sanada Yukitaka (真田幸専)     | 1798-1823 | Danjo-daisuke (弾正大弼) | 4e inférieur (従四位下) | 100 000 koku           |                                |
| 8                                   | Sanada Yukitsura (真田幸貫)    | 1823-1852 | Ukyo-no-daifu (右京大夫) | 4e inférieur (従四位下) | 100 000 koku           |                                |
| 9                                   | Sanada Yukinori (真田幸教)     | 1852-1866 | Ukyo-no-daifu (右京大夫) | 4e inférieur (従四位下) | 100 000 koku           |                                |
| 10                                  | Sanada Yukimoto (真田幸民)     | 1866-1871 | Shinano-no-kami (信濃守) | 2e (従二位)             | 100 000 koku           |                                |